# John McKay (Mathematiker)
John K. S. McKay (* 18. November 1939 in Kent; † 19. April 2022 in Montreal) war ein britisch-kanadischer Mathematiker, der sich mit Gruppentheorie beschäftigte.

## Werdegang
McKay besuchte ab 1958 die University of Manchester, wo er unter anderem an den dort entwickelten frühen Computern arbeitete, und wurde 1970 an der Universität Edinburgh bei Walter Munn promoviert. In den 1960er Jahren war er am Caltech und dann einige Jahre an der McGill University in Kanada und ging danach an die Concordia University in Kanada, wo er Professor war.
McKay ist für die Entdeckung (1978) des „Monstrous Moonshine“ bekannt, dem merkwürdigen Zusammenhang der Darstellungen der größten sporadischen endlichen einfachen Gruppe, dem Monster, und den fourierschen Entwicklungskoeffizienten der elliptischen Modulfunktion, die alle Linearkombinationen der Grade von irreduziblen Darstellungen der Monstergruppe sind:
{\displaystyle j(\tau )={\frac {1}{q}}+744+196884q+21493760q^{2}+864299970q^{3}+\cdots }
mit {\displaystyle \,q=e^{2\pi i\tau }}. McKay fiel auf, dass 196884 die Dimension der Griess-Algebra ist, die um eins größer ist als die Dimension der kleinsten Darstellung der Monstergruppe.
Die Moonshine-Eigenschaften wurden von John Conway, Simon Norton und Richard Borcherds (der für den Beweis der Vermutung 1998 später die Fields-Medaille erhielt) untersucht.
Er war auch an der Konstruktion einiger sporadischer einfacher endlicher Gruppen beteiligt, so an der Held-Gruppe mit Graham Higman.
Eine weitere Vermutung von McKay ist die McKay-Korrespondenz zwischen den Coxeter-Dynkin-Diagrammen der Lie-Algebren vom Typ {\displaystyle A,D,E} und den irreduziblen Darstellungen der endlichen Untergruppen von {\displaystyle SO(3)} (also der dreidimensionalen Drehgruppe) bzw. ihrer zweifachen Überlagerung {\displaystyle SU(2)}
Seine Arbeit wurde auf einer Konferenz ihm zu Ehren der Concordia University mit der Universität von Montreal im April 2007 gewürdigt. 2000 wurde er Fellow der Royal Society of Canada. 2003 erhielt er den CRM-Fields-Preis des kanadischen mathematischen Forschungsinstituts Centre de Recherches Mathématiques.

## Schriften
- mit Abdellah Sebbar: Replicable functions, an introduction. In: Pierre Cartier, Bernard Julia, Pierre Moussa, Pierre Vanhove (Hrsg.): Frontiers in Number Theory, Physics and Geometry II. On Conformal Field Theories, Discrete Groups and Renormalization. Springer, Berlin u. a. 2007, ISBN 978-3-540-30307-7, S. 373–386.